# Matthias Göritz

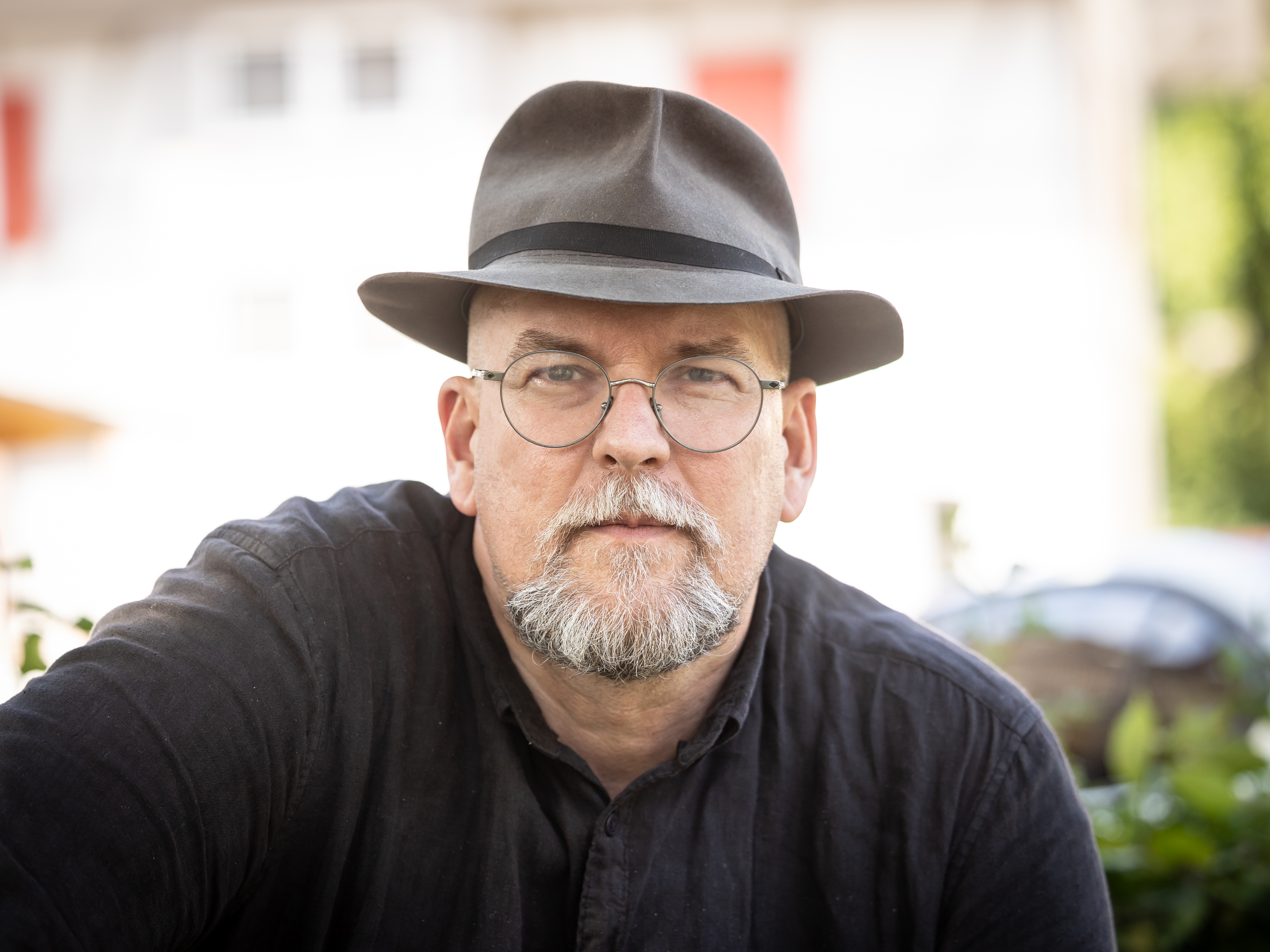
Matthias Göritz, 2023

Matthias Göritz (* 11. September 1969 in Hamburg) ist ein deutscher Lyriker, Romancier und Übersetzer.
Nach dem Studium der Philosophie und Literaturwissenschaften lebte er längere Zeit in Moskau, Paris, Chicago und in New York.
2001 erschien sein erster Gedichtband Loops. In den folgenden Jahren war er Empfänger zahlreicher Stipendien und Preise. Von 2000 bis 2002 war er Gastdozent in der Abteilung für deutsche Sprache und Literatur am Bard College im Staat New York. 2002 erhielt er ein Aufenthaltsstipendium des Literarischen Colloquiums Berlin und 2004 ein Stipendium des Goethe-Instituts in Rabat, Marokko. 2003 war er Gastautor des International Writing Program der University of Iowa. Im Sommer 2006 hatte er ein Aufenthaltsstipendium der Villa Aurora in Los Angeles. 2007 war er Writer-in-Residence am Deutschen Haus der New York University. 2008 war er „Homines Urbani“-Stipendiat der Villa Decius in Krakau, 2008 bis 2009 erneut Gastdozent in der Abteilung für deutsche Sprache und Literatur am Bard College, 2010 Gastautor des Goethe-Instituts Warschau im Rahmen des Projekts „Promised City“, 2011 Stipendiat im Künstlerhof Schreyahn im Wendland, 2014 in der Villa Concordia in Bamberg, 2015/2016 in der Kulturakademie Tarabya in Istanbul.
Für die Übersetzung von Nicholson Bakers Roman „Der Anthologist“ erhielt er zusammen mit Uda Strätling ein Stipendium des Deutschen Übersetzerfonds.
Sein Theaterstück Liebe Frau Krauss wurde 2008 in Frankfurt am Main uraufgeführt.
Göritz lebt heute in St. Louis und Offenbach. Gemeinsam mit der Schriftstellerin Silke Scheuermann tritt er bei Lesungen auf und veranstaltet Werkstätten für junge Autoren. Darüber hinaus lehrt er seit vielen Jahren an der Bundesakademie für kulturelle Bildung Wolfenbüttel.

## Würdigungen
- 1994 und 2000: Literaturförderpreis der Stadt Hamburg
- 2005: Mara-Cassens-Preis
- 2006: Bayern 2-Wortspiele-Preis
- 2006: Stipendium „Das zweite Buch“ der Stiftung Niedersachsen
- 2008: Hauptpreis des Wettbewerbs Haiku Warszawa
- 2011: Robert-Gernhardt-Preis
- 2014: William H. Gass Fellow, Abteilung für Vergleichende Literatur, Washington University in St. Louis[4]

## Werke
- Loops. Gedichte. Literaturverlag Droschl, Graz 2001, ISBN 3-85420-576-7.
- Der kurze Traum des Jakob Voss. Roman. Berlin-Verlag, Berlin 2005, ISBN 3-8270-0609-0.
- Pools. Gedichte. Berlin-Verlag, Berlin 2006, ISBN 978-3-8270-0662-2.
- Tools. Gedichte. Berlin-Verlag, Berlin 2011, ISBN 978-3-8270-1080-3.
- Im Hospital. Erzählung. Mit Fotos von Ramune Pigagaite. Edition faust 1. B3-Verlag, Frankfurt am Main 2011, ISBN 978-3-938783-72-6.
- Träumer und Sünder. Roman. C.H. Beck, München 2013, ISBN 978-3-406-65282-0.
- mit Uwe Dierksen: Irres Licht. Hörspiel. SWR 2014.
- Parker. Roman. C.H. Beck, München 2018. ISBN 978-3-406-70063-7
- Gebrauchsanweisung für Slowenien, mit Aleš Šteger. Piper, München 2022, ISBN 978-3-492-27750-1
- Die Sprache der Sonne. Roman. C.H. Beck, München 2023. ISBN 978-3-406-80004-7

Herausgeber:
- zusammen mit Joachim Bitter: Rude trip. Chicago-Hamburg. Die literarische Expedition. Deutsch und englisch. Ed. 406, Hamburg 2001, ISBN 3-9803433-8-3.
- zusammen mit Amalija Maček und Aleš Šteger: Mein Nachbar auf der Wolke. Slowenische Lyrik des 20. und 21. Jahrhunderts. Hanser, München 2023, ISBN 978-3-446-27631-4.

Übersetzungen:
- Aleš Šteger: Buch der Dinge. Gedichte Aus dem Slowenischen von Urška P. Černe und Matthias Göritz. Mit einem Nachwort von Matthias Göritz. Suhrkamp, Frankfurt am Main 2006.
- Nicholson Baker: Der Anthologist. Roman. Aus dem Englischen von Matthias Göritz und Uda Strätling. Beck, München 2010, ISBN 978-3-406-59843-2.
- Aleš Šteger: Buch der Körper. Gedichte. Aus dem Slowenischen und mit einem Nachwort von Matthias Göritz. Schöffling, Frankfurt am Main 2012, ISBN 978-3-89561-445-3.
- John Ashbery: Flussbild / Flow chart. Gedicht, zweisprachig. Aus dem Amerikanischen übersetzt von Matthias Göritz und Uda Strätling. Luxbooks, Wiesbaden 2013, ISBN 978-3-939557-29-6.[5]
- Aleš Šteger: Archiv der toten Seelen. Roman. Aus dem Slowenischen von Matthias Göritz. Schöffling & Co., Frankfurt am Main 2016, ISBN 978-3-89561-446-0.
- Aleš Šteger: Logbuch der Gegenwart. Taumeln. Aus dem Slowenischen von Matthias Göritz. Mit einem Vorwort von Péter Nádas. Haymon Verlag, Innsbruck, 2016. ISBN 978-3-7099-7233-5.
- Aleš Šteger: Über dem Himmel unter der Erde. Gedichte. Aus dem Slowenischen von Matthias Göritz. Hanser, München 2019, ISBN 978-3-446-26264-5.
- Aleš Šteger: Logbuch der Gegenwart. Aufbrechen. Aus dem Slowenischen von Matthias Göritz. Mit einem Vorwort von Alberto Manguel. Haymon, Innsbruck 2019, ISBN 978-3-7099-7234-2.